# Austrasia
Austrasia (jelentése: keleti területek) volt a neve annak a keleti frank királyságnak, amely a 6–8. században a mai Franciaország északkeleti részén, a Maas és a Mosel medencéjében, egészen a Rajna középső és alsó folyásáig terjedt a Meroving királyok idejében. Ez a terület magában foglalta a ripuári frankok földjét is. Fővárosa Metz volt, de néhány király Reims, Trier és Köln városokban székelt. A nyugati frank királyság neve Neustria volt. Austrasiát tekintik a Karoling-ház bölcsőjének.
I. Sigebert és utódai, 561 és 616 között, rövid időre annektálták Neustriát és Burgundiát. III. Sigebert Metzben uralkodott, és saját majordomussal rendelkezett. Austrasia fennhatósága alá került Neustria, amikor Herstali Pipin legyőzte Neustria majordomusát 687-ben a tertry-i csatában. 688-ban megszerezte Burgundia majordomusi hivatalát is. Unokája, III. Pipin 751-ben eltávolította III. Childerichet, és trónra lépett. A Karolingok uralkodása alatt Austrasia és Neustria önállósága megszűnt, fokozatosan beolvadtak a Frank Birodalomba.

## Austrasia uralkodói
- I. Sigebert (561–575)
- I. Childebert (575–596)
- II. Theudebert (596–612)
- II. Theuderich  (612–613)
- II. Sigebert  (613–613)
- II. Chlothar  (613–623)
- I. Dagobert  (623–638)
- III. Sigebert  (638–656)
- (III.) Childebert  (656–662)
- II. Childerich  (662–675)
- II. Dagobert  (676–679)
- III. Theuderich  (678–691)
- III. Klodvig  (691–695)
- III. Childebert  (695–711)
- III. Dagobert (711–715)
- IV. Chlotar  (717–719)
- IV. Theuderich  (720–737)
- interregnum  (737–743)
- III. Childerich  (743–751)